# Portal Runner
Portal Runner — платформер, разработанный и изданный The 3DO Company для PlayStation 2 и Game Boy Color.

## Сюжет
Portal Runner технически третья игра в под-серии Army Men: Sarge's Heroes франшизы Army Men.
История начинается, когда генерал Пластро, генерал армии Тана, основанный на Дугласе Макартуре, был захвачен Зелёной армией и заперт (во время событий Army Men: Sarge's Heroes 2). Брижит Блю наблюдает это через волшебное зеркало и делает зловещие планы жениться на Sarge и избавиться от Викки Гримм, дочери полковника Гримма и подруги Sarge. Брижитт решила, что она одинока и нуждается в царе, достойном её великолепия, и говорит, что Викки — это сокровище, ожидающее похорон.
Поскольку Викки следует за Sarge в миссиях, она оказывается в гигантской шахматной доске в космосе, а затем в конфетном магазине. Затем Викки должна бороться с пряниками, чтобы продолжить свою миссию, как будто тот факт, что пряники на неё нападают, недостаточно хорош. Затем Викки узнаёт, что Sarge захвачен в замке пряниками и должна спасти его, используя свои методы стрельбы, чтобы сбить пластмассовую свинью.
После того, как Викки спасает Sarge, он вводит её в неприятности, рассказывая её отцу, полковнику Гримму, что она следовала за ним в своей миссии. Викки вступает в спор со своим отцом. Он говорит ей, что он не хочет, чтобы она была в опасности. Она пытается сказать что-то ещё, но её отец говорит ей вернуться домой. Она отвечает: «Некоторые дома — а я живу на военной базе». Когда она возвращается, солдат Зелёной армии передаёт ей пакет от неизвестного человека. Внутри было яйцо динозавра и письмо. В письме говорилось: «Рассказ о вашей карьере ждёт вас. Следуйте по карте и ищите ту, которая называется «Ярость». Никому не говорите, уходите сейчас». Sagre подходит к Викки и говорит ей, что её отец прав о том, что она слишком авантюрна. Викки отходит от отвращения, когда Sarge комментирует, как это было хорошим началом и что он будет покупать ей пластиковые цветы в течение недели.
Викки использует камеру, чтобы сделать фотографии в поездке. Во время своей поездки в «Затерянные пещеры» она попала в засаду Ярость (WarBot, злой игрушечный робот, Warbotы впервые появились в Army Men: Sarge's Heroes 2), который будет делать всё, что она говорит, и доставит её в доисторический мир игрушек. Это также она встретила льва, который обитал в том же мире, что и Ярость. Викки решает дружить со львом, который она называет Лео, и они оба помогают друг другу в их великом приключении.
После посещения магических столбов, пирамид и воздушных лифтов они наталкиваются на вулкан с другим порталом. Как только они прошли через него, они попадают в средневековый мир. Викки спасает волшебника по имени Мерлин от смерти на шахматной доске. Мерлин объясняет, что он сделал волшебное зеркало, для Бригитты, думая, что она оценит его ум. Он направляет Викки на другой портал, охраняемый призрачным барьером, злым деревом и драконом. Когда они доходят до портала, они захватываются Яростью и солдатами Тана, которые, похоже, являются подручными Бригитты.
Бригитта заманила Sarge в кукольный домик, где она жила, и хотела выйти за него замуж. Она и её приспешники нашли космический тематический набор игрушек, который действовал как портал в Мир Космического Пространства. Бригитта приобрела любовный пистолет у некоторых марсиан, которые жили в Космическом мире в обмен на секрет порталов; она использовала пистолет на Sarge, и он тут же в неё влюбился, бормоча: «Я ... люб ... тебя ...». Бригитта посетила Викки, которую держали в подземелье в средневековом замке и рассказала ей, что Sarge и она собирается выйти замуж, и что Лео будет сожжён заживо. Бригитта оставляет своё зеркало для Викки, чтобы позволить ей увидеть «Этот волшебный момент». Когда Викки кричит на саму себя, с ней связывается Мерлин. Он сообщает ей, что он оставил несколько секретов в зеркале, прежде чем передать его. Когда Викки спрашивает о ситуации с Sarge, волшебник говорит ей, что только поцелуй его истинной любви может, по-видимому, разбить колдовство. Викки спрашивает его, шутит ли он, и он говорит, что это не так. Между тем, в магазине игрушек, Лео перевозится в цирке и собирается сгореть в микроволновой печи, когда он замечает, что оковы тают. Он вырывается и отправляется на портал, который возвращает его в средневековый замок.
После борьбы с некоторыми призраками он и Викки отправляются в Космический мир, чтобы прекратить свадьбу. Как только они приобретают украденный ключ от марсианской тарелки, Викки врывается в комнату и целует Sarge, прерывая его транс. Голос призывает всех марсиан в битву. Викки просит Бригитту отозвать атаку. Она пытается, но некоторые мониторы показывают, что они расширили атаку во всех других мирах. Брижитт кричит на них, чтобы остановить, но роботизированный голос говорит, что они «примирились». Sarge говорит, что они не выглядят слишком мирными для него и отправляется с Лео, чтобы остановить большинство инопланетян. Викки направляется в комнату инопланетного мозга, где Мозг, киборг, напоминающий марсианскую голову на роботизированном теле паука, отказывается отменить атаку.
После того, как Викки уничтожает мозг, атака прекращается. Sarge и Лев направились к нему, а Лео держал во рту третью ногу Рейджа. Они встречаются, поскольку Мерлин поздравляет Викки с прекращением атаки, и они возвращаются в Пластиковый мир. В «Потерянных пещерах» три львиных детёныша подбегают к Лео. Sarge бормочет: «О, отлично, мы пришли прямо в логово льва». Показывая, что он не охраняет Порталы, но защищает свою семью, Лео остаётся. Викки обнимает его, а Sarge поглаживает его по голове. Вернувшись на армейскую базу Зелёных, Викки извиняется перед полковником Гриммом и говорит, что её дом там, где он есть, а её отец благодарит её.
Игра заканчивается тем, что Бригитта разделяет камеру с Генералом Пластро, который говорит, что прежде чем она получит какие-нибудь смешные идеи, верхняя койка — его. Бригитта кричит: «Неееет!»

## Отзывы
| Сводный рейтинг    | Сводный рейтинг | Сводный рейтинг |
| Издание            | Оценка          | Оценка          |
| Издание            | GBC             | PS2             |
| ------------------ | --------------- | --------------- |
| GameRankings       | 50 %            | 56,89 %         |
| Metacritic         | N/A             | 53/100          |
| Иноязычные издания |                 |                 |
| Издание            | Оценка          | Оценка          |
| Издание            | GBC             | PS2             |
| AllGame            | N/A             | [ 4 ]           |
| EGM                | N/A             | 3,83/10         |
| Game Informer      | N/A             | 4/10            |
| GamePro            | N/A             | 2,3/5           |
| GameRevolution     | N/A             | D               |
| GameSpot           | N/A             | 6,7/10          |
| GameSpy            | N/A             | 66 %            |
| GameZone           | N/A             | 7,5/10          |
| IGN                | N/A             | 5,4/10          |
| Nintendo Power     | [ 13 ]          | N/A             |
| OPM                | N/A             | [ 14 ]          |
| X-Play             | N/A             | [ 15 ]          |

Версия для PlayStation 2 получила «смешанные» обзоры в соответствии с агрегатором обзора видеоигр Metacritic.  У версии для Game Boy Color был ранний обзор от Nintendo Power, который дал ей две с половиной звезды из пяти, за пять месяцев до того, как игра была выпущена.
Версия PS2 получила известность, когда был выпущен отзыв от GamePro с рейтингом 2,3 из 5. GamePro первым рассмотрела игру, заявив, что она «похожа на игру для PlayStation, а не на PS2». Trip Hawkins, тогдашний президент 3DO и издатель Portal Runner, отправил сердитое письмо Джону Руссо, который был президентом GamePro. Электронное письмо было опубликовано в Интернете в полном объёме. В электронной почте Хокинс сказал Руссо, что клиенты Руссо были рекламодателями, а не читателями, и подразумевали, что обзоры должны быть написаны так, чтобы рекламодатели были счастливы. Хокинс писал: «... что-то не так с (рецензентом), а не с Portal Runner. Если вы не согласны со мной, вы делаете это на свой страх ... Я должен упомянуть попутно, что 3DO является одним из ваших крупнейших рекламодателей. Теперь мы намерены немедленно отозвать это».